# Finist'air
Finistair es una aerolínea francesa con sede en el aeropuerto de Brest-Bretagne en Francia. Ofrece servicios de pasajeros, taxi aéreo y el transporte de mercancías.

## Historia
Fundada en 1981 por iniciativa del Consejo Departamental de Finistère y Jean-Yves Cozan, Consejero General de la isla de Ouessant, como empresa semipública, Finist'air se creó para proporcionar una conexión aérea de servicio público entre Brest y Ouessant, una ruta cuyo principal objetivo es abrir la isla, además del servicio marítimo.
La compañía también ofrece vuelos de iniciación, vuelos de descubrimiento (viajes turísticos) y vuelos de taxi (a Quimper, Belle-Île-en-Mer, Rennes, Nantes, etc.), y desde 2021, otras rutas comerciales estacionales, en particular a Belle-Île-en-Mer y Jersey.
Finist'air también ofrece sus servicios a profesionales (gestión de mantenimiento y aeronavegabilidad, pruebas de aeronavegabilidad de Cessna 208 Caravan, estación de servicio Cessna para reparaciones y repuestos, y formación de pilotos).
Los aviones sustituyen a los servicios de ferry cuando las condiciones del mar impiden las conexiones entre el continente y la isla de Ouessant.
Esta ruta es utilizada principalmente por los residentes de Ouessant que desean viajar al continente (por motivos médicos, administrativos o de negocios) y que pueden realizar el viaje de ida y vuelta en un solo día, así como por el personal médico que llega a la isla, los empleados que trabajan en ella (Orange, EDF, etc.) y, en verano, los turistas.
El 1 de abril de 2020, el grupo bretón W3, presidido por Charles Cabillic, tomó el control de Finist'Air con el objetivo de continuar la ruta Brest-Ouessant, crear nuevas rutas desde Brest, como la ruta Brest-Nantes en septiembre de 2020 (para ello, la compañía adquirió un nuevo avión, un Cessna Grand Caravan EX de nueve plazas) y adaptar la flota a motores híbridos o eléctricos, con el objetivo de convertirse en la primera aerolínea francesa en operar un avión eléctrico.
La pequeña empresa, con siete empleados (dos pilotos, dos auxiliares de vuelo y tres técnicos), queda así privatizada, ya que desde su creación en 1981 pertenecía principalmente al Consejo Departamental de Finistère.
En octubre de 2020, se modificó la ortografía del nombre de la aerolínea, eliminando el apóstrofe entre "Finist" y "Air", pasando de Finist'Air a Finistair, al igual que el nuevo logotipo de la compañía.
Desde 2021, Finistair ha sido la primera aerolínea europea en operar una aeronave eléctrica. Finistair ofrece un servicio 100% libre de emisiones de carbono, con una aeronave eléctrica biplaza utilizada para transportar muestras de sangre y pequeñas cargas, como medicamentos, a Ouessant. La compañía aspira a convertirse en la primera aerolínea en operar aeronaves eléctricas.

## Destinos
En junio de 2025, Finistair opera vuelos regulares a los siguientes destinos:
| Países   | Destinos         | Aeropuertos                                  | Notas      |
| -------- | ---------------- | -------------------------------------------- | ---------- |
| Francia  | Belle-Île-en-Mer | Aeródromo de Belle-Île-en-Mer                | Estacional |
| Francia  | Brest            | Aeropuerto de Brest-Bretagne                 | HUB        |
| Francia  | Cherburgo        | Aeropuerto de Cherburgo-Maupertus            | Chárter    |
| Francia  | Isla de Yeu      | Aeródromo de la isla de Yeu                  | Chárter    |
| Francia  | Nantes           | Aeropuerto de Nantes Atlantique              | Chárter    |
| Francia  | Ouessant         | Aeropuerto de Ouessant                       |            |
| Francia  | París            | Aeropuerto de París-Le Bourget               | Chárter    |
| Francia  | Rennes           | Aeropuerto de Rennes Saint-Jacques (vía BIC) | Estacional |
| Guernsey | Alderney         | Aeropuerto de Alderney (vía JER)             | Estacional |
| Guernsey | Guernsey         | Aeropuerto de Guernsey                       | Chárter    |
| Jersey   | Jersey           | Aeropuerto de Jersey                         | Estacional |

### Antiguos destinos
| Países  | Destinos | Aeropuertos                       |
| ------- | -------- | --------------------------------- |
| Francia | Burdeos  | Aeropuerto de Burdeos-Mérignac    |
| Francia | Lorient  | Aeropuerto de Lorient-Bretaña Sur |
| Francia | Vannes   | Aeropuerto de Vannes              |

## Flota
En junio de 2025, Finistair opera una flota compuesta por las siguientes aeronaves:
| Aeronaves                 | En servicio | Pedidos | Pasajeros | Matrículas |
| ------------------------- | ----------- | ------- | --------- | ---------- |
| Cessna 208B Grand Caravan | 1           | —       | 9         | F-HFTS     |
| Pipistrel Velis Electro   | 1           | —       | 2         | F-HGAN     |
| Total                     | 2           | —       |           |            |

### Flota histórica
| Aeronaves                            | Total | Introducido | Retirado | Matrículas              |
| ------------------------------------ | ----- | ----------- | -------- | ----------------------- |
| Cessna 208 Caravan                   | 2     | 1990        | 2015     | F-GHGZ y F-GKFI         |
| Cessna 207                           | 3     | 1981        | 1993     | F-GBMU, F-GDJA y F-GDAS |
| De Havilland Canada DHC-6 Twin Otter | 3     | 1991        | 2017     | F-GKTO, HB-LPA y HB-LOK |